# Przed karczmą
Przed karczmą (również Wiejska karczma, Polska karczma) – obraz olejny autorstwa polskiego malarza Józefa Chełmońskiego, ukończony w 1877 roku. Znajduje się w zbiorach Muzeum Narodowego w Warszawie.

## Historia
W 1875 roku Józef Chełmoński wyjechał do Paryża. W 1877 roku w swojej posiadłości w tym mieście namalował obraz Przed karczmą. Obraz trafił później do kolekcji Franciszka Goldberga-Górskiego, który kilka lat później podarował dzieło Muzeum Sztuk Pięknych w Warszawie (od 1916 roku Muzeum Narodowe w Warszawie) z siedzibą przy Alejach Jerozolimskich 3 i umieszczony został w kolekcji muzealnej „Zbiory Malarstwa Polskiego do 1914 roku”. 
W 2012 roku obraz został przeniesiony na okres dwóch lat do Pałacu w Radziejowicach, gdzie był prezentowany na wystawie poświęconej twórczości Józefa Chełmońskiego. W 2021 roku czasowo usunięto go z warszawskiego muzeum i przewieziono do Muzeum Narodowego w Poznaniu przy alei Karola Marcinkowskiego 9, gdzie znalazł się na wystawie „Polska. Siła obrazu”. Po zakończeniu ekspozycji, w połowie maja, obraz powrócił do Warszawy. 26 września 2024 roku został zaprezentowany w Muzeum Narodowym w Warszawie na specjalnej wystawie poświęconej twórczości Józefa Chełmońskiego, która potrwa do 26 stycznia 2025 roku. Po zakończeniu wystawy dzieło powróci na swoje pierwotne miejsce w muzeum.

## Opis

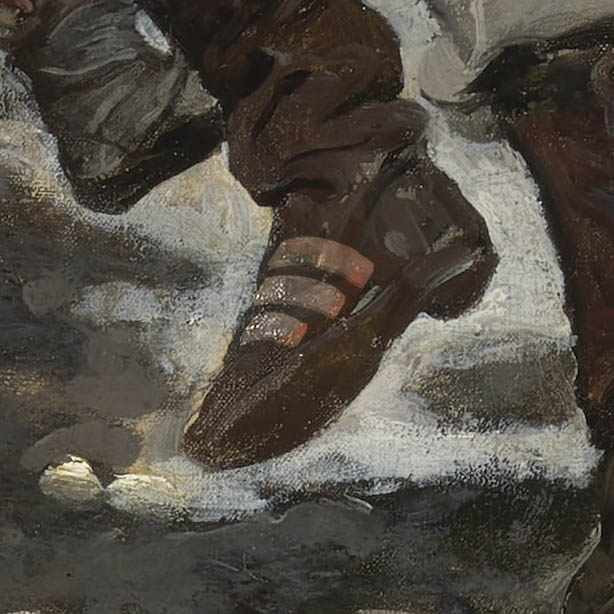
Detal, but tancerza

Obraz Przed karczmą przedstawia grupę chłopów zgromadzonych przed karczmą, najpewniej na terytorium Ukrainy. Są oni w różnym nastroju. W centralnej części znajdują się kobiety w jaskrawoczerwonych chustach i spódnicach, parobczaki, a także starcy, którzy zaczynają tańczyć. Na ziemi pokrytej topniejącym śniegiem, w centralnej części kompozycji, nieco w głębi, widoczna jest kryta strzechą chata z oknem pobłyskującym żółtawym światłem.  
Po prawej stronie przedstawiono niewielkie sanki zaprzężone w kasztanowatego konia, skierowane w głąb obrazu; koło nich idzie samotnie postać, która spogląda na tańczących – starzec, wspierający się na lasce, ubrany w długi, brązowy płaszcz. W tle, na lewym krańcu horyzontu, widnieje rząd wiejskich chat, a po prawej stronie samotnie góruje samotny krzyż.
Obraz jest przedstawieniem sztuki realizmu. Płótno ma 71 cm wysokości i 174,5 cm szerokości, natomiast z masywną ramą ma wysokość 211 cm, szerokość 109 cm oraz grubość płótna wynoszącą 12 cm.